# Counterparts
Counterparts är den kanadensiska rockgruppen Rushs femtonde studioalbum. Albumet släpptes 1993.
Som producent återkom Peter Collins som tidigare arbetat med Rush på albumen Power Windows och Hold Your Fire.
"Counterparts" sound liknar mer grunge och alternativ rock genrerna än deras tidigare skivor. Detta är på grund av att de genrerna var stora just år 1993.

## Låtlista
All musik skrevs av Geddy Lee och Alex Lifeson, all text skrevs av Neil Peart förutom "Between Sun & Moon" som också skrevs av Pye Dubois.
1. "Animate" - 6:05
2. "Stick It Out" - 4:30
3. "Cut to the Chase" - 4:49
4. "Nobody's Hero" - 4:54
5. "Between Sun & Moon" - 4:37
6. "Alien Shore" - 5:45
7. "The Speed of Love" - 5:03
8. "Double Agent" - 4:51
9. "Leave That Thing Alone" - 4:06
10. "Cold Fire" - 4:27
11. "Everyday Glory" - 5:10

## Medverkande
- Geddy Lee – synthesizer, basgitarr, sång
- Alex Lifeson – akustisk och elgitarr, cymbaler
- Neil Peart – trummor och slaginstrument